# Carani
Carani, vlaška etnička skupina iz Srbije, naseljena u području Timočke i Negotinske krajine. Po govoru, običajima i narodnoj nošnji najbliži su Rumunjima iz Oltenije odakle su se njihovi preci doselili u prvoj polovini XVIII stoljeća.
Njihobvo ime Carani dolazi od „Cara Rumunjaska“, u značenju „rumunska zemlja“, kako su rumunji nazivali srednjevekovnu Vlašku kneževinu. Govore arhaičnom varijantom oltenskog narječja, rumunskog književnog jezika.